# Cacopsylla fasciata
Cacopsylla fasciata är en insektsart som först beskrevs av Löw 1881.  Cacopsylla fasciata ingår i släktet Cacopsylla och familjen rundbladloppor. Inga underarter finns listade i Catalogue of Life.